# Ricky Stenhouse junior
Richard Lynn Stenhouse junior (* 2. Oktober 1987 in Memphis, Tennessee) ist ein US-amerikanischer Autorennfahrer. Er gewann 2011 die NASCAR Nationwide Series.

## Karriere

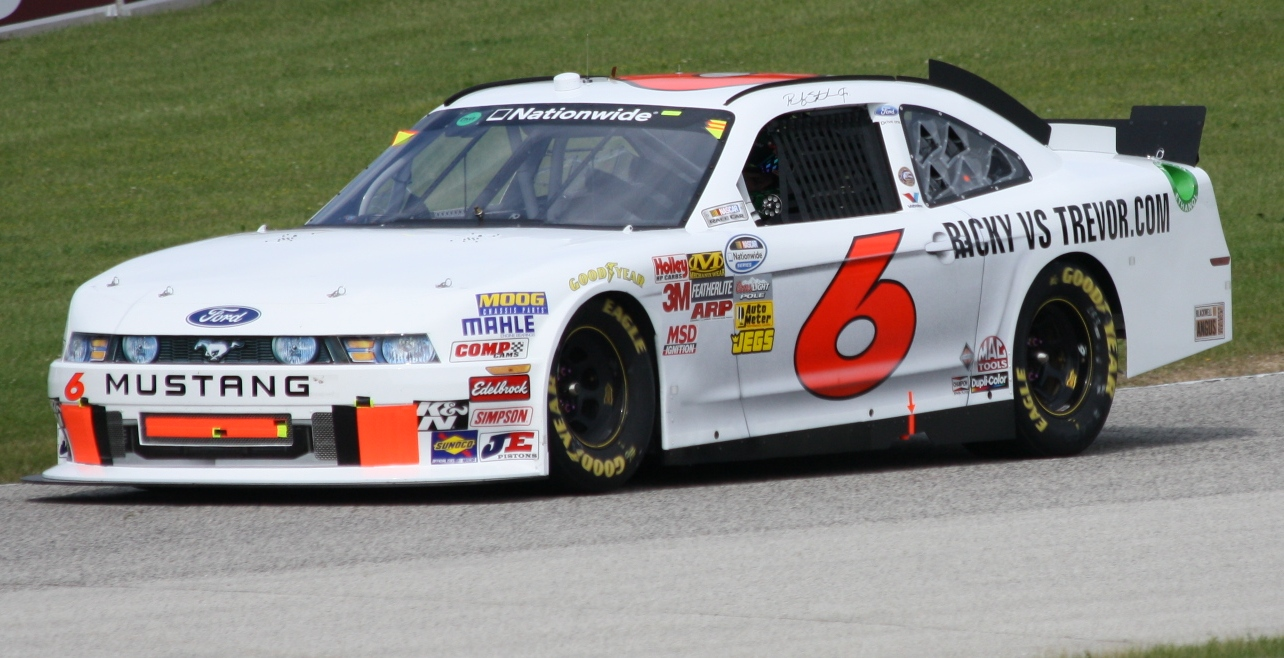
Stenhouses Fahrzeug in der NASCAR Nationwide Series 2011

Stenhouse begann seine Motorsportkarriere in Midget-Car-Rennen 2003. Er nahm bis 2012 an Midget-Rennen teil. 2008 debütierte er in der ARCA Racing Series. Er gewann zwei Rennen und wurde Vierter in der Fahrerwertung. 2009 fuhr er für Roush Fenway Racing erstmals in der NASCAR Nationwide Series. Er nahm an 7 von 35 Rennen teil, erzielte eine Pole-Position und wurde 62. in der Fahrerwertung. 2010 blieb Stenhouse bei Roush Fenway Racing in der Nationwide Series. Er nahm nur an drei Rennen nicht teil. Ein dritter Platz war sein bestes Ergebnis und er wurde 16. in der Gesamtwertung. 2011 absolvierte Stenhouse für Roush Fenway Racing die komplette Nationwide-Series-Saison. Er entschied zwei Rennen für sich und gewann die Gesamtwertung der Nationwide Series. Außerdem debütierte er für Wood Brothers Racing im Sprint Cup. Er nahm an einem Rennen teil. Darüber hinaus ging er bei einem Rennen in der Rolex Sports Car Series an den Start. 2012 ging er für Roush Fenway Racing im Sprint Cup an den Start.
2017 gewann Stenhouse in seiner fünften kompletten Cup Series-Saison seine ersten beiden Cup-Rennen.
In seiner Karriere war Stenhouse in mehrere Crashes verwickelt und erntete schnell den Spitznamen Wrecky Spinhouse Jr.

## Karrierestationen
| - 2003–2012: Midget-Cars - 2008: ARCA Racing Series (Platz 4) - 2009: NASCAR Nationwide Series (Platz 62) - 2010: NASCAR Nationwide Series (Platz 16) | - 2011: NASCAR Nationwide Series (Meister) - 2011: NASCAR Sprint Cup (Platz 54) - 2011: Rolex Sports Car Series, GT (Platz 54) - 2012: NASCAR Nationwide Series (Meister) | - 2012: NASCAR Cup Series (Platz 61) - 2013: NASCAR Cup Series (Platz 19) - 2014: NASCAR Cup Series (Platz 27) - 2015: NASCAR Cup Series (Platz 25) - 2016: NASCAR Cup Series (Platz 21) - 2017: NASCAR Cup Series (Platz 13) - 2018: NASCAR Cup Series (Platz 18) - 2019: NASCAR Cup Series (Platz 23) |